# Oficina de Nacions Unides contra la Droga i el Delicte
L'Oficina de Nacions Unides contra la Droga i el Delicte (UNODC) és una agència de l'Organització de les Nacions Unides que té per objectiu lluitar contra les drogues i el crim organitzat transnacional. Aquest objectiu es duu a terme a través de tres funcions primàries: recerca, persuasió als governs perquè adoptin lleis contra el crim i les drogues així com els tractats, i l'assistència tècnica a aquests governs.
L'agència té la seu a Viena (Àustria) i 21 oficines de camp. La UNODC està dirigida per un Director Executiu proposat pel Secretari General de les Nacions Unides. En 2010 aquest càrrec l'exercia Jurij Fedotov que també és Director General de l'Oficina de Viena. A Nova York (Estats Units) té una oficina d'enllaç. La UNODC disposa de representació a Bolívia i el seu representant és Valeria Veizaga.
El 90% dels fons de l'oficina venen de contribucions voluntàries, especialment de governs. A l'octubre de 2002, l' United Nations Drug Control Programme (UNDCP) es va unir amb la UNODC.
Entre els seus assoliments es troben les resolucions que van donar origen a la Convenció de les Nacions Unides contra la Delinqüència Organitzada Transnacional i els seus protocols, destinats a combatre el tràfic de persones i el tràfic il·lícit d'armes a nivell internacional.